# Sika (wrestler)
Leati Sika Amituana'i Anoa'i (Leone, 5 aprile 1945 – Pensacola, 25 giugno 2024) è stato un wrestler samoano americano.
Insieme al fratello Afa, formò il tag team dei Wild Samoans, vincitore di numerosi titoli.

## Biografia

### Origini
Nato il 5 aprile 1945 a Leone, nelle Samoa Americane, Sika si trasferì negli Stati Uniti all'età di 14 anni, stabilendosi con la famiglia a San Francisco. Per aiutare economicamente la famiglia, Sika si arruolò nei Marines. Successivamente, si congedò dall'esercito e seguì l'esempio del fratello Afa (che si occupò del suo addestramento) dandosi al wrestling.

### Carriera
Ad inizio carriera, Afa & Sika lottarono in svariate federazioni affiliate alla National Wrestling Alliance. Nel 1979, firmarono un contratto con la World Wide Wrestling Federation. I due detennero le cinture di campioni WWF Tag Team Championship in tre occasioni differenti. Il primo titolo lo vinsero sconfiggendo Ivan Putski & Tito Santana il 12 aprile 1980. I Wild Samoans rimasero campioni di coppia per quattro mesi prima di venire spodestati da Bob Backlund & Pedro Morales il 9 agosto. Tuttavia, il titolo venne reso vacante il giorno successivo dallo stesso Backlund essendo egli già WWF Champion e non avrebbe potuto difendere entrambe le cinture. Venne quindi indetto un torneo per designare i nuovi campioni di coppia e i Wild Samoans sconfissero in finale Tony Garea & Rene Goulet riconquistando le cinture.
Dopo aver perso i titoli per mano di Garea & Rick Martel, i Wild Samoans lasciarono la WWF per trasferirsi nella Mid-South Wrestling di Bill Watts. Vinsero i titoli tag team per tre volte prima di uscire dalla compagnia. Nella NWA, i Samoans sconfissero i Fabulous Freebirds aggiudicandosi l'NWA National Tag Team Championship, ma se ne andarono dalla federazione poco tempo dopo lasciando vacanti le cinture.
Dopo lo stint nell'NWA, i Wild Samoans tornarono in WWF. Vinsero il loro terzo ed ultimo WWF Tag Team Championship l'8 marzo 1983 battendo Jules Strongbow & Chief Jay Strongbow. Quattro giorni dopo, Sika si infortunò durante un match. Venne quindi sostituito nella coppia da suo nipote Samula Anoa'i. Dopo l'uscita di Afa dalla WWF, Sika formò un tag team insieme a Kamala con manager The Wizard (e successivamente Mr. Fuji). In questo periodo, Sika sfidò il campione mondiale WWF Hulk Hogan, contro il quale perse al Saturday Night's Main Event il 3 ottobre 1987. Il 27 marzo 1988 Sika prese parte ad una battle royal durante WrestleMania IV, ma venne eliminato quasi subito.
Nel 1988, Sika lottò in coppia per qualche periodo con Kokina (il futuro Yokozuna) nella Continental Wrestling Federation, dove il loro manager fu Alan Martin.
Nella puntata del 23 marzo 2007 di WWE SmackDown, venne annunciato che Afa & Sika sarebbero stati introdotti nella WWE Hall of Fame. La cerimonia ebbe luogo il 31 marzo 2007.
Sika & Afa diressero successivamente anche il Wild Samoan Training Center, una scuola di wrestling che formò numerosi talenti quali Umaga, Batista, Rikishi, Billy Kidman, Chris Kanyon, ecc...
Nel 1999, Sika fondò una federazione indipendente a Pensacola, in Florida, chiamata XW 2000. Dal 1999 al 2008, la compagnia riscosse un buon successo, potendo contare sull'apporto di vecchie glorie WWE, AWA, WWA, WXW e NWA come Don Fargo, Rikishi, Luna Vachon, Gangrel, The Island Boyz Ekmo (alias Umaga) & Kimo (alias Rosey/Roz), Grandmaster Sexay e Black Pearl.
Morì a Pensacola il 25 giugno 2024 all'età di 79 anni.

## Vita privata
Sika ebbe cinque figli, tra cui i wrestlers Roman Reigns (1985) e Rosey (1970-2017).

## Personaggio

### Mosse finali
- Samoan drop
- Stomach vice

### Manager
- Skandor Akbar[4]
- Lou Albano[13]
- Ole Anderson
- Brother Ernest Angel[14]
- Abdullah Farouk, Jr.
- Mr. Fuji[6]
- Ben Flaherty
- King Curtis Iaukea[6]
- Ernie Ladd[4]
- Alan Martin[9]
- Saul Weingeroff[15]
- Harvey Wippleman[16]

## Titoli e riconoscimenti
- Cauliflower Alley Club
  - Other honoree (1997)

- World Wrestling Council
  - WWC North American Tag Team Championship (1) – con Afa

- Continental Wrestling Association
  - AWA Southern Tag Team Championship (1) – con Afa[17]

- Georgia Championship Wrestling
  - NWA National Tag Team Championship (1) – con Afa[18]

- Gulf Coast Championship Wrestling
  - NWA Gulf Coast Tag Team Championship (2) – con Afa[19]

- International Wrestling Alliance
  - IWA Tag Team Championship (1) – con Afa

- Mid-South Wrestling Association
  - Mid-South Tag Team Championship (3) – con Afa
- NWA All-Star Wrestling
  - NWA Canadian Tag Team Championship (Vancouver version) (1) – con Afa
- NWA Detroit
  - NWA Detroit World Tag Team Championship (2) – con Afa
- Pro Wrestling Illustrated
  - 462º nella lista dei migliori 500 wrestler durante i "PWI Years" del 2003.[20]
  - 93º (insieme ad Afa) nella lista dei migliori 100 tag team dei "PWI Years" del 2003.[21]
- Professional Wrestling Hall of Fame and Museum
  - Classe del 2012 – Introdotto come membro dei Wild Samoans
- Stampede Wrestling
  - Stampede International Tag Team Championship (2) – con Afa
- World Wrestling Federation
  - WWE Hall of Fame (Classe del 2007)[22]
  - WWF World Tag Team Championship (3) – con Afa[2]